# 1I/Оумуамуа
1I/Оумуамуа (1I/ʻOumuamua, також 1I/2017 U1 (ʻOumuamua), попередні позначення — C/2017 U1 (PANSTARRS) та A/2017 U1) — перший міжзоряний об'єкт, проліт якого крізь Сонячну систему було зафіксовано 19 жовтня 2017 року.
Ексцентриситет орбіти 2017 U1 становив 1,2, що є найбільшою величиною серед усіх тіл, які спостерігали в Сонячній системі. Великий ексцентриситет вказує на те, що об'єкт гравітаційно не пов'язаний із Сонячною системою, а отже, є міжзоряним об'єктом. Попередній рекорд за величиною ексцентриситету належав кометі Бовелла (1,057).

## Спостереження

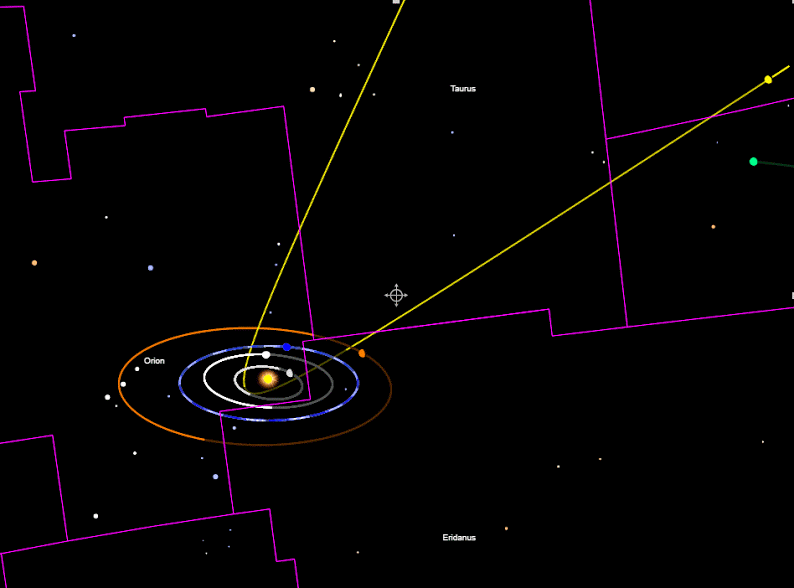
Візуалізація орбіти A/2017 U1 в Сонячній системі

Оумуамуа виявив Роберт Верік на дуже гіперболічній орбіті за допомогою телескопа Pan-STARRS в обсерваторії Халеакала, Гаваї, 19 жовтня 2017 року, коли об'єкт перебував на відстані 0,2 а. о. від Землі, і приблизно через 40 днів після проходження ним найближчої точки до Сонця (9 вересня). Об'єкт був досить тьмяний і його видима зоряна величина швидко впала нижче 21m.
25 жовтня 2017 р. на Дуже великому телескопі (VLT) за допомогою камери «FORS2» проводилися позапланові спостереження під назвою «ТЕРМІНОВО Перший міжзоряний об'єкт у Сонячній системі» (англ. URGENT The First Interstellar Object in the Solar System).
26 жовтня 2017 р. A/2017 U1 знайшли на ще двох спостереженнях Каталінського небесного огляду. Вони були зроблені 14 й 17 жовтня 2017 року. Астрономи змогли спостерігати за Оумуамуа за допомогою різноманітних наземних і космічних обсерваторій упродовж лише приблизно 11 днів. З січня 2018 року об'єкт вийшов з поля спостереження телескопів.

### Зовнішній вигляд, форма і склад
Спектри, отримані телескопом Хейла 25 жовтня, показали червоний колір, що нагадує ядра комет або троянців. Більш високі спектри співвідношення сигнал/шум, записані телескопом Вільяма Гершеля з діаметром об'єктива 4,2 м пізніше того ж дня, показали, що об'єкт був безликим і забарвленим у червоний колір, як об'єкти поясу Койпера. Спектри, отримані Дуже великим телескопом 8,2 м наступної ночі, показали, що поведінка продовжувалася і в ближньому ІЧ діапазоні довжин хвиль. Спектр об'єкта є подібним до спектра астероїдів типу D.
Оумуамуа не обертається навколо своєї головної осі, і його рух може бути формою падіння. Це пояснює різні періоди обертання, про які повідомляють, наприклад, 8,10 годин (±0,42 години або ±0,02 години[17]) Банністер та ін. і Болін та ін. з амплітудою кривої блиску 1,5—2,1 зоряної величини, тоді як Міч та ін. повідомили про період обертання 7,3 години та амплітуду кривої блиску 2,5 зоряної величини.
Швидше за все, Оумуамуа був перекинутий в результаті зіткнення в системі свого походження і залишається перекинутим, оскільки часовий проміжок для розсіювання цього руху дуже довгий, щонайменше мільярд років.
Великі варіації на кривих блиску вказують на те, що Оумуамуа може бути будь-чим, від сильно витягнутого сигароподібного об'єкта, порівнянного або більшого за найбільш витягнуті об'єкти Сонячної системи, до надзвичайно плоского об'єкта, млинця або косого сфероїда.
Однак розмір і форма безпосередньо не спостерігалися, оскільки Оумуамуа виглядає не більше ніж точковим джерелом світла навіть у найпотужніші телескопи. Ні його альбедо, ні форма тривісного еліпсоїда не відомі. Якщо це сигароподібна форма, то відношення найдовшої до найкоротшої осі може бути 5:1 або більше. Припускаючи, що альбедо дорівнює 10 % (трохи вище, ніж типово для астероїдів типу D), а співвідношення 6:1, Оумуамуа має розміри приблизно 100—1000 м × 35—167 м × 35—167 м із середнім діаметром близько 110 м. За словами астронома Девіда Джуїтта, об'єкт фізично нічим не примітний, за винятком своєї сильно витягнутої форми. Банністер та ін. припустили, що він також може бути контактною подвійною, хоча це може бути несумісним із його швидким обертанням. Одне з припущень щодо його форми полягає в тому, що він є результатом насильницької події (наприклад, зіткнення або зоряного вибуху), яка спричинила його викид із системи його походження.
Новини JPL повідомили, що Оумуамуа «має довжину до 400 метрів і сильно витягнутий — можливо, в 10 разів довший, ніж широкий».
У статті 2019 року найкращими моделями вважаються або сигароподібна форма, співвідношення сторін 1:8, або форма диска, співвідношення сторін 1:6, причому диск є більш вірогідним, оскільки його обертання не вимагає певної орієнтації, щоб побачити діапазон спостережуваних яскравостей.
Моделювання методом Монте-Карло, засноване на наявному визначенні орбіти, припускає, що екваторіальний нахил осі Оумуамуа може становити близько 93°, якщо він має дуже витягнуту або сигароподібну форму, або близько 16°, якщо він дуже косий або дископодібний.
У статті 2021 року було встановлено, що екстремальна форма, ймовірно, є результатом нещодавнього випаровування, і що, коли об'єкт увійшов до Сонячної системи, він, ймовірно, мав непримітне співвідношення сторін 2:1. Автори підрахували, що через місяць після перигелію Оумуамуа втратив 92 % маси, яку він мав при вході в Сонячну систему.
Спостереження кривої блиску вказують на те, що об'єкт може складатися з щільної, багатої металами породи, яка почервоніла за мільйони років впливу космічних променів. Вважається, що його поверхня містить толіни, які є опроміненими органічними сполуками, більш поширеними в об'єктах зовнішньої Сонячної системи і можуть допомогти визначити вік поверхні. Ця можливість випливає зі спектроскопічної характеристики та її червонуватого кольору та з очікуваних ефектів міжзоряного випромінювання. Незважаючи на відсутність будь-якої кометної коми при наближенні до Сонця, він все ж може містити внутрішній лід, прихований ізолюючою мантією, виробленою тривалим впливом космічного проміння.
У листопаді 2019 року деякі астрономи відзначили, що Оумуамуа може бути «космічним пиловим кроликом», завдяки своєму «дуже легкому» і «пухнастому» конгломерату з пилу і крижаних зерен».
У серпні 2020 року астрономи повідомили, що Оумуамуа, швидше за все, не складається із замерзлого водню, як це було запропоновано раніше; композиційна природа об'єкта продовжує залишатися невідомою.

## Орбіта

Анімація траєкторії руху A/2017 U1

Об'єкт U1 увійшов до Сонячної системи «згори» (нахил орбіти до площини екліптики дорівнює 122°), з напряму від сузір'я Ліри (у межах пів градуса від точки з прямим піднесенням 18h 44m та схиленням +34° 40′) на швидкості 25,5 км/с. Ця точка лежить неподалік апексу Сонця — напряму, у якому Сонячна система рухається крізь міжзоряний простір.
Астероїд пройшов через перигелій 9 вересня 2017 року на відстані 0,25 а. о. від Сонця (усередині орбіти Меркурія). Під дією сонячної гравітації він відхилився від початкового напрямку, пройшов «під» площиною екліптики й 14 жовтня 2017 року наблизився до Землі на відстань 0,16 а. о. (24 млн км або 60 відстаней до Місяця).
28 жовтня об'єкт рухався зі швидкістю 44 км/с, залишаючи Сонячну систему в напрямку сузір'я Пегаса.

## Класифікація
За припущення, що об'єкт складається з каменю з альбедо 10 %, його розмір мав становити приблизно 160 метрів у діаметрі. Пізніше було встановлено, що форма об'єкта дуже витягнута: його довжина — близько 400 м, а ширина — вдесятеро менша. Через таку нетипову для космічних тіл форму в ЗМІ неодноразово припускалося, що це об'єкт штучного походження.
На отриманих глибоких суміщених знімках не було виявлено коми. Відповідно, «кометне» позначення тіла (C/2017 U1) було змінено на «астероїдне» (A/2017 U1). Проте в червні 2018 року дослідниками на чолі з Європейським космічним агентством була висловлена думка, що поведінка Оумуамуа суперечить попередній класифікації його як астероїда, і що він є крихітною, дивною кометою через його прискорення, яке можна пояснити тільки випаровуванням речовини з поверхні під дією сонячного випромінювання, однак дослідницька група не змогла виявити жодних візуальних доказів.
Автори нового дослідження Дженніфер Бергнер із Каліфорнійського університету в Берклі та Дерріл Селігман з Корнелльського університету вважають, що Оумуамуа є каменем, який відколовся від планетезималі (з них формуються планети) під час зіткнення з іншим подібним об'єктом і вирушив у далеку подорож зі своєї зіркової системи. Учені вважають, що після того, як Оумуамуа здійснив обліт Сонця, він почав швидко прискорювати свій рух на шляху до виходу із Сонячної системи завдяки викидам газоподібного водню. Тобто Сонце своїм теплом нагріло молекули водню, які були замкнені в льоду під поверхнею космічного каменю, і це спровокувало їх викид у космос, що змусило об'єкт рухатися незвичайним способом.

## Позначення та назва
Оскільки об'єкт унікальний, постало питання про його позначення та надання йому назви. Чинна система позначень малих тіл була орієнтована на тіла Сонячної системи, однак виявлений об'єкт до них не належав. Після консультацій між підрозділами Міжнародного астрономічного союзу було вирішено запровадити окрему систему позначень для міжзоряних об'єктів, які спостерігаються в Сонячній системі. За цією системою позначень об'єкт отримав перший номер: «1I/2017 U1».
Назву Оумуамуа (Oumuamua) запропонувала команда Pan-STARRS, яка виявила астероїд. У перекладі з гавайської вона означає «посланець здалеку прилітає першим».

## Інтернет-ресурси
- Таємниця ʻОумуамуа: Перший міжзоряний гість чи інопланетний зонд?